# Charles McGraw
Charles McGraw, pseudonimo di Charles Butters (Des Moines, 10 maggio 1914 – Studio City, 30 luglio 1980), è stato un attore statunitense.

## Biografia
Dopo aver trascorso la prima giovinezza ad Akron (Ohio), all'età di 17 anni McGraw si arruolò in Marina, ritornò quindi ad Akron per frequentare l'università, ma decise di abbandonare gli studi per intraprendere la professione di attore. Dopo una breve parentesi sul ring, alla fine degli anni trenta raggiunse il successo recitando a Broadway nel dramma Golden Boy di Clifford Odets e, nel 1942, si trasferì a Hollywood, iniziando ad apparire sul grande schermo in ruoli minori e spesso non accreditati.
Dopo aver prestato il servizio militare durante la seconda guerra mondiale, ottenne il primo ruolo cinematografico di rilievo nel noir I gangsters (1946), in cui interpretò Al, uno dei due sicari (con William Conrad) che giungono in una piccola città per tentare di assassinare il protagonista, l'ex pugile Pete Swede Lunn (Burt Lancaster). La carriera di McGraw prese slancio e l'attore inaugurò una serie di incisive caratterizzazioni in film polizieschi, favorito dal proprio aspetto vigoroso, dalla voce roca e dai lineamenti marcati che ne fecero un perfetto interprete nel genere noir. Tra le sue migliori interpretazioni, sono da ricordare Il suo tipo di donna (1951), nel ruolo del bieco boss Thompson, Roadblock (1951), nella parte di Honest Joe, un agente assicurativo che diventa ladro per amore, e Le jene di Chicago (1952), in cui interpretò da protagonista il rude poliziotto Walter Brown, chiamato a proteggere la vedova di un boss (Marie Windsor).
Il suo talento si prestò anche al genere western, come in Lo sperone insanguinato (1958) e Cimarron (1961), e nel film di denuncia La parete di fango (1958), in cui interpretò il capitano di polizia Frank Gibbons, ottuso uomo di legge assetato di sangue. Notevoli anche le apparizioni ne Il meraviglioso paese (1959), in cui impersonò il Dr. Stovall, l'affabile medico di un villaggio del Texas nei pressi del confine messicano, nel colossal Spartacus (1960) di Stanley Kubrick, in cui interpretò Marcello, il brutale istruttore dei gladiatori che finisce in una caldaia di liquido bollente, e nel thriller Gli uccelli (1963) di Alfred Hitchcock, in cui vestì i panni del solitario pescatore Sebastian Sholes.
Dagli anni cinquanta si cimentò anche sul piccolo schermo. Nel 1955 apparve nella versione televisiva del classico Casablanca, nella quale impersonò Rick Blaine, personaggio che sul grande schermo era stato di Humphrey Bogart. Durante gli anni sessanta apparve ancora sul grande schermo in film come A sangue freddo (1967), tratto dall'omonimo romanzo di Truman Capote, e il western Impiccalo più in alto (1968) con Clint Eastwood.

## Vita privata
Sposato dal 1938 al 1967 con Freda Choy Kitt, da cui ebbe una figlia, McGraw perse la vita il 30 luglio 1980, all'età di 66 anni, per un tragico incidente domestico. Tagliatosi nella porta a vetri della doccia, nella sua abitazione di Studio City (California), l'attore morì dissanguato in seguito alle gravi ferite riportate.
Nel 2007 è stata pubblicata una biografia di McGraw, scritta da Alan K. Rode, intitolata Charles McGraw: Biography of a Film Noir Tough Guy, raccolta di aneddoti che vanno dal servizio militare prestato dall'attore durante la seconda guerra mondiale fino alla tragica morte, passando per la brillante carriera cinematografica.

## Filmografia

### Cinema
- The Undying Monster, regia di John Brahm (1942) (non accreditato)
- La luna è tramontata (The Moon is Down), regia di Irving Pichel (1943) (non accreditato)
- Tonight We Raid Calais, regia di John Brahm (1943) (non accreditato)
- They Came to Blow Up America, regia di Edward Ludwig (1943)
- Incontro all'alba (Two Tickets to London), regia di Edwin L. Marin (1943) (non accreditato)
- Mechanized Patrolling, regia di B. Reeves Eason (1943) (cortometraggio)
- Ombre sul mare (Destroyer), regia di William A. Seiter (1943) (non accreditato)
- Corvetta K-225 (Corvette K-225), regia di Richard Rosson (1943) (non accreditato)
- The Mad Ghoul, regia di James P. Hogan (1943)
- L'impostore (The Impostor), regia di Julien Duvivier (1944)
- La settima croce (The Seventh Cross), regia di Fred Zinnemann (1944) (non accreditato)
- I gangsters (The Killers), regia di Robert Siodmak (1946)
- La moglie celebre (The Farmer's Daughter), regia di Henry C. Potter (1947) (non accreditato)
- The Big Fix, regia di James Flood (1947)
- La disperata notte (The Long Night), regia di Anatole Litvak (1947)
- Forza bruta (Brute Force), regia di Jules Dassin (1947) (non accreditato)
- On the Old Spanish Trail, regia di William Witney (1947)
- Roses Are Red, regia di James Tinling (1947)
- Violenza (The Gangster), regia di Gordon Wiles (1947)
- T-Men contro i fuorilegge (T-Men), regia di Anthony Mann (1947)
- L'inseguita (The Hunted), regia di Jack Bernhard (1948)
- Il treno ferma a Berlino (Berlin Express), regia di Jacques Tourneur (1948) (non accreditato)
- Azzardo (Hazard), regia di George Marshall (1948)
- Sangue sulla luna (Blood on the Moon), regia di Robert Wise (1948)
- Gli ultimi giorni di uno scapolo (Once More, My Darling), regia di Robert Montgomery (1949)
- Il regno del terrore (Reign of Terror), regia di Anthony Mann (1949)
- Mercanti di uomini (Border Incident), regia di Anthony Mann (1949)
- La prigioniera n. 27 (The Story of Molly X), regia di Crane Wilbur (1949)
- Braccati dai G-Men (The Threat), regia di Felix E. Feist (1949)
- La via della morte (Side Street), regia di Anthony Mann (1950)
- I milionari a New York (Ma and Pa Kettle Go to Town), regia di Charles Lamont (1950)
- La regina dei tagliaborse (I Was a Shoplifter), regia di Charles Lamont (1950)
- Sterminate la gang! (Armored Car Robbery), regia di Richard Fleischer (1950)
- I filibustieri delle Antille (Double Crossbones), regia di Charles Barton (1951)
- Il suo tipo di donna (His Kind of Woman), regia di John Farrow (1951)
- Roadblock, regia di Harold Daniels (1951)
- Le jene di Chicago (The Narrow Margin), regia di Richard Fleischer (1952)
- Operazione Z (One Minute to Zero), regia di Tay Garnett (1952)
- Pantera rossa (War Paint), regia di Lesley Selander (1953)
- Per la vecchia bandiera (Thunder Over the Plains), regia di André De Toth (1953)
- La morsa si chiude (Loophole), regia di Harold D. Schuster (1954)
- I ponti di Toko-Ri (The Bridges at Toko-Ri), regia di Mark Robson (1954)
- Scialuppe a mare (Away All Boats), regia di Joseph Pevney (1956)
- Soli nell'infinito (Toward the Unknown), regia di Mervyn LeRoy (1956)
- La torre crudele (The Cruel Tower), regia di Lew Landers (1956)
- Joe Butterfly, regia di Jesse Hibbs (1957)
- I bassifondi del porto (Slaughter on Tenth Avenue), regia di Arnold Laven (1957)
- Il ritorno di Joe Dakota (Joe Dakota), regia di Richard Bartlett (1957)
- Lo sperone insanguinato (Saddle the Wind), regia di Robert Parrish (1958)
- La parete di fango (The Defiant Ones), regia di Stanley Kramer (1958)
- Il capitano dei mari del sud (Twilight for the Gods), regia di Joseph Pevney (1958)
- Imputazione omicidio (The Man in the Net), regia di Michael Curtiz (1959)
- Il meraviglioso paese (The Wonderful Country), regia di Robert Parrish (1959)
- Spartacus, regia di Stanley Kubrick (1960)
- Cimarron, regia di Anthony Mann (1960)
- Caccia al tenente (The Orizontal Lieutenant), regia di Richard Thorpe (1962)
- Gli uccelli (The Birds), regia di Alfred Hitchcock (1963)
- Questo pazzo, pazzo, pazzo, pazzo mondo (It's a Mad, Mad, Mad, Mad World), regia di Stanley Kramer (1963)
- Un vestito per un cadavere (The Busy Body), regia di William Castle (1967)
- A sangue freddo (In Cold Blood), regia di Richard Brooks (1967)
- Impiccalo più in alto (Hang 'Em High), regia di Ted Post (1968)
- Pendulum, regia di George Schaefer (1969)
- Ucciderò Willie Kid (Tell Them Willie Boy Is Here), regia di Abraham Polonsky (1969)
- E Johnny prese il fucile (Johnny Got His Gun), regia di Dalton Trumbo (1971)
- Chandler, regia di Paul Magwood (1971)
- Un ragazzo, un cane, due inseparabili amici (Apocalypse 2024), regia di L.Q. Jones (1975)
- Ultimi bagliori di un crepuscolo (Twilight's Last Gleaming), regia di Robert Aldrich (1976)

### Televisione
- Mr. and Mrs. North – serie TV, episodio 1x21 (1953)
- Lux Video Theatre – serie TV, episodio 3x52 (1953)
- Cavalcade of America – serie TV, episodi 2x03-2x31 (1953-1954)
- The Whistler – serie TV, episodi 1x30-1x35 (1955)
- Casablanca – serie TV, episodio 1x01 (1955)
- Warner Brothers Presents – serie TV, episodio 1x12 (1955)
- Adventures of Falcon – serie TV, 39 episodi (1954-1956)
- Conflict – serie TV, episodio 1x12 (1957)
- Crossroads – serie TV, episodi 2x26-2x27 (1957)
- Johnny Staccato – serie TV, episodio 1x02 (1959)
- Hotel de Paree – serie TV, episodio 1x09 (1959)
- Troubleshoothers – serie TV, episodio 1x11 (1959)
- The Man from Blackhawk – serie TV, episodio 1x14 (1960)
- Le leggendarie imprese di Wyatt Earp (The Life and Legend of Wyatt Earp) – serie TV, episodio 5x27 (1960)
- I detectives (The Detectives) – serie TV, episodio 1x27 (1960)
- The Deputy – serie TV, episodio 1x31 (1960)
- Route 66 – serie TV, episodio 1x09 (1960)
- Thriller – serie TV, episodio 1x12 (1960)
- Le grandi fiabe (Shirley Temple's Storybook) – serie TV, episodio 2x19 (1961)
- Laramie – serie TV, episodio 2x21 (1961)
- Ispettore Dante (Dante) – serie TV, episodio 1x23 (1961)
- The Dick Powell Show – serie TV, episodio 1x06 (1961)
- General Electric Theater – serie TV, episodi 2x05-10x07 (1953-1961)
- Follow the Sun – serie TV, episodio 1x11 (1961)
- The New Breed – serie TV, episodio 1x12 (1961)
- Lotta senza quartiere (Cain's Hundred) – serie TV, episodio 1x19 (1962)
- 87ª squadra (87th Precinct) – serie TV, episodio 1x21 (1962)
- Carovane verso il West (Wagon Train) – serie TV, episodio 5x22 (1962)
- L'ora di Hitchcock (The Alfred Hitchcock Hour) – serie TV, episodio 1x22 (1963)
- Il virginiano (The Virginian) – serie TV, episodio 1x18 (1963)
- Gli intoccabili (The Untouchables) – serie TV, episodi 1x03-1x25-3x14-4x28 (1959-1963)
- Il dottor Kildare (Dr. Kildare) – serie TV, episodi 1x10-3x04 (1961-1963)
- The Lieutenant – serie TV, episodio 1x12 (1963)
- Indirizzo permanente (77 Sunset Strip) – serie TV, episodio 6x15 (1964)
- The Travels of Jaimie McPheeters – serie TV, episodio 1x18 (1964)
- Grindl – serie TV, episodio 1x19 (1964)
- Destry – serie TV, episodio 1x09 (1964)
- Viaggio in fondo al mare (Voyage to the Bottom of the Sea) – serie TV, episodio 1x06 (1964)
- Ben Casey – serie TV, episodio 4x15 (1965)
- The Crisis – serie TV, episodi 1x21-2x27 (1964-1965)
- Polvere di stelle (Bob Hope Presents the Chrysler Theatre) – serie TV, episodio 3x03 (1965)
- A Man Called Shenandoah – serie TV, episodio 1x05 (1965)
- I giorni di Bryan (Run for Your Life) – serie TV, episodio 2x14 (1966)
- Hondo – serie TV, episodio 1x05 (1967)
- Organizzazione U.N.C.L.E. (The Man from U.N.C.L.E.) – serie TV, episodio 4x10 (1967)
- Sui sentieri del West (The Outcasts) – serie TV, episodio 1x02 (1968)
- Selvaggio west (The Wild Wild West) – serie TV, episodio 4x07 (1968)
- Al banco della difesa (Judd for the Defense) – serie TV, episodi 1x05-2x10 (1967-1968)
- Bonanza – serie TV, episodi 3x27-10x27 (1962-1969)
- Reporter alla ribalta (The Name of the Game) – serie TV, episodi 2x20-3x02 (1970)
- Mod Squad, i ragazzi di Greer (The Mod Squad) – serie TV, episodio 3x10 (1970)
- Matt Lincoln – serie TV, episodio 1x11 (1970)
- Un uomo per la città (The Man and the City) – serie TV, episodio 1x05 (1971)
- Gunsmoke – serie TV, episodi 9x28-13x10-17x10 (1964-1971)
- Monty Nash – serie TV, episodi 1x10-1x14 (1971)
- La famiglia Smith (The Smith Family) – serie TV (1971-1972)
- O'Hara, U.S. Treasury – serie TV, episodi 1x00-1x14 (1971-1972)
- Un vero sceriffo (Nichols) – serie TV, episodi 1x05-1x19 (1971-(1972)
- Ironside – serie TV, episodio 6x11 (1972)
- Detective anni trenta (Banyon) – serie TV, episodio 1x15 (1973)
- Squadra emergenza (Emergency) – serie TV, episodio 2x20 (1973)
- Hawkins – serie TV, episodio 1x00 (1973)
- Missione impossibile (Mission: Impossible) – serie TV, episodio 7x22 (1973)
- Adam-12 – serie TV, episodi 3x23-6x01 (1971-1973)
- Sulle strade della California (Police Story) – serie TV, episodi 1x11-2x07 (1974)

## Doppiatori italiani
Nelle versioni in italiano dei suoi film, Charles McGraw è stato doppiato da:
- Bruno Persa in Scialuppe a mare, Il ritorno di Joe Dakota, Lo sperone insanguinato, La parete di fango, Il capitano dei mari del sud, Il meraviglioso paese, Spartacus, Cimarron
- Luigi Pavese in Gli ultimi giorni di uno scapolo, Mercanti di uomini, I filibustieri delle Antille
- Giorgio Capecchi in I gangsters, T-Men contro i fuorilegge
- Gualtiero De Angelis in I ponti di Toko-Ri, I bassifondi del porto
- Mario Besesti in Sangue sulla luna
- Mario Ferrari in Le jene di Chicago
- Glauco Onorato in Imputazione omicidio
- Luciano De Ambrosis in A sangue freddo
- Giampiero Albertini in Impiccalo più in alto